# Список дирекцій Укрзалізниці
Це список дирекцій залізниць України. До складу ПАТ «Українська залізниця» входять 7 регіональних філій, які підрозділяються на 24 дирекції.
| Регіональна філія            | Дирекція                                                                                       | Номер | Станція місцезнаходження |
| ---------------------------- | ---------------------------------------------------------------------------------------------- | ----- | ------------------------ |
| Донецька залізниця           | Донецька                                                                                       | ДН-1  | Донецьк                  |
| Донецька залізниця           | Лиманська                                                                                      | ДН-2  | Лиман                    |
| Донецька залізниця           | Луганська                                                                                      | ДН-3  | Луганськ                 |
| Львівська залізниця          | Львівська                                                                                      | ДН-1  | Львів                    |
| Львівська залізниця          | Тернопільська                                                                                  | ДН-2  | Тернопіль                |
| Львівська залізниця          | Рівненська                                                                                     | ДН-3  | Рівне                    |
| Львівська залізниця          | Івано-Франківська                                                                              | ДН-4  | Івано-Франківськ         |
| Львівська залізниця          | Ужгородська                                                                                    | ДН-5  | Ужгород                  |
| Одеська залізниця            | Одеська об'єднана                                                                              | ДН-1  | Одеса-Головна            |
| Одеська залізниця            | Шевченківська                                                                                  | ДН-2  | ім. Тараса Шевченка      |
| Одеська залізниця            | Знам'янська                                                                                    | ДН-3  | Знам'янка                |
| Південна залізниця           | Харківська                                                                                     | ДН-2  | Харків-Пасажирський      |
| Південна залізниця           | Сумська                                                                                        | ДН-3  | Суми                     |
| Південна залізниця           | Полтавська                                                                                     | ДН-4  | Полтава-Південна         |
| Південно-Західна залізниця   | Київська                                                                                       | ДН-1  | Київ-Пасажирський        |
| Південно-Західна залізниця   | Козятинська                                                                                    | ДН-2  | Козятин I                |
| Південно-Західна залізниця   | Жмеринська                                                                                     | ДН-3  | Жмеринка                 |
| Південно-Західна залізниця   | Коростенська                                                                                   | ДН-4  | Коростень                |
| Південно-Західна залізниця   | Конотопська                                                                                    | ДН-5  | Конотоп                  |
| Південно-Західна залізниця   | Дирекція з будівництва залізнично-автомобільного мостового переходу через р. Дніпро в м. Києві | ДН-6  | Київ-Пасажирський        |
| Придніпровська залізниця     | Дніпровська                                                                                    | ДН-1  | Дніпро-Головний          |
| Придніпровська залізниця     | Криворізька                                                                                    | ДН-2  | Кривий Ріг-Головний      |
| Придніпровська залізниця     | Запорізька                                                                                     | ДН-3  | Запоріжжя I              |
| Придніпровська залізниця     | Кримська                                                                                       | ДН-4  | Сімферополь              |
| Оператор припортових станцій |                                                                                                |       | Одеса                    |